# International Bankers SA
 (décembre 2021).
Si vous disposez d'ouvrages ou d'articles de référence ou si vous connaissez des sites web de qualité traitant du thème abordé ici, merci de compléter l'article en donnant les références utiles à sa vérifiabilité et en les liant à la section « Notes et références ».
IBSA était une banque française.
IBSA est la contraction de International Bankers SA. Sous cet acronyme, on désigne généralement l'ensemble des sociétés du groupe IB (IB, IBI, IBSA...)

## Historique
L'histoire de la banque est intimement liée à celle de son président, Jean-Maxime Lévêque.
- 1981 : la gauche remporte les élections. Dans son programme, figure la nationalisation de plusieurs établissements bancaires. Jean-Maxime Lévêque préside alors le CCF.
- 1982 : le CCF est nationalisé, Jean-Maxime Lévêque part et fonde IBI (International Bankers Incorporated Holding Cy NV) aux Antilles néerlandaises cette même année. Parmi les cofondateurs, on trouve le cheikh Baroum mais aussi d'anciens clients du CCF comme le Syrien Akram Ojjeh, le Saoudien Adnan Kashoggi et le Libanais Samir Traboulsi.
- 1986 : à l'occasion du retour de la droite au pouvoir, Jean-Maxime Lévêque est nommé président du Crédit Lyonnais.
- 1988 : Jean-Maxime Lévêque quitte le Crédit Lyonnais et redevient président d'IBI.
- 1990 : Le Crédit lyonnais (LCL) acquiert pour 50 millions de dollars 25 % d'IBSA et devient actionnaire de référence, un concept novateur pour une banque française à cette époque. Il en résultera qu'à ce titre, le Crédit lyonnais dut endosser l'ensemble des pertes subies par IBSA. En 1997, la juge Eva Joly mettra François Gille, représentant du Crédit lyonnais au sein d'IBSA, en examen dans le cadre de cette prise participation qu'elle suspectera d'avoir été surévaluée[1].
- 1992 : la Banque Colbert est créée en fusionnant plusieurs établissements en difficulté du groupe Crédit Lyonnais, dont IBSA
- 1994 : la banque est intégrée à l'OIG, première structure de defeasance montée pour regrouper une partie des entités en difficulté du Crédit lyonnais
- 1995 : la banque est transférée au CDR qui la liquide.

Les pertes constatées lors de la liquidation de la banque, qui ont dû être acquittées par le CDR (donc l'État, c'est-à-dire au bout du compte le contribuable) sont estimées à 7 milliards de Francs (1,06 milliard d'Euros).
Dans Crédit lyonnais actualités, Jean Peyrelevade déclarait en 1994 : J'ai été un peu étonné de m'apercevoir que le Crédit lyonnais était de fait propriétaire de l'ancienne banque de l'un de ses anciens présidents, laquelle avait dans ses entrailles un nombre respectable de milliards de pertes.
IBSA est soupçonnée d'avoir dégagé, de 1987 à 1993, en Suisse et au Luxembourg, plusieurs centaines de millions de francs de commissions occultes lors d'opérations immobilières, le plus souvent au moyen de promesses de vente fictives.
Six personnes ont été mises en examen dans ce dossier, dont le fondateur d'International Bankers, Jean-Maxime Lévêque, ancien PDG du Crédit lyonnais, qui fut un temps incarcéré à la maison d'arrêt de la Santé, à Paris, puis finalement disculpé.